# 涂一榛
涂一榛（1560年代—1620年代），字廷荐，一字振任，號水厓，福建都司鎮海衛人，明朝政治人物。

## 生平
涂一榛是萬曆三十一年（1603年）癸卯科舉人，三十二年（1604年）聯捷進士，初授金壇知縣，三十八年補束鹿县知县，四十年擢升兵部主事，调任吏部考功司主事，發現官員貪污一定勾罷，同僚對他說：「毋須太苛刻吧。」他回答：「一家人哭好過一路人哭。」堅持清正。
涂一榛在金壇時曾為東林書院院主，時論詆毀東林黨時亦會累及他；進入吏部後小人亦執著此點彈劾他，他三次上疏申辯，內容直接指出各奸人行為，但奏疏卻留中不發。他和吏部尚書趙南星友好，得對方提拔，南京都御史王永光打算去除南京禮部正人時被他拒絕，因而被忌恨；這時候他已遷任大理寺丞，再轉通政，看到趙南星多次被誣陷，決定以病辭官，同年周起元被逮捕，鄉人請求錦衣衛放過周起元，他說：「他遇上不測，我會投河自盡。」母親因而嘈吵，很快抑鬱致死，年六十歲，鄉人奉祀在鄉賢祠。

## 家庭
長子伯案、次子仲吉。

## 引用
1. ↑  光緒《金壇縣志·卷五·職官志》：明知縣……涂一榛 字振任，福建鎮海人，甲辰進士，萬厯三十二年任，累官左通政使。
2. ↑  《万历三十二年甲辰科进士履历便览》：涂一榛，水厓，庚辰九月初九日生，癸卯科，吏部政，本年授金坛知县，庚戌補束鹿知县，壬子升兵部主事，本年调吏部主事，癸丑调考功，乙卯升湖廣僉事，丙辰养病。丁巳京察，辛酉降两浙运判，壬戌升南户部陕西司主事，本年调考功司郎中，癸丑升光禄寺丞，甲子升大理寺右寺丞，升左通政，本年患病。
3. 1 2  錢海岳《南明史·卷四十五·列傳第二十一》：涂仲吉，字幼安，漳浦人。通政一榛子。一榛與顧憲成遊，三疏詆湯賓尹，故訶東林者必及一榛。天啟中，引疾歸卒。
4. ↑  光緒《漳州府志·卷十七·選舉二》：（萬曆）三十一年癸卯林欲楫榜……涂一榛 甲辰進士
5. ↑  光緒《漳州府志·卷三十一·人物四》：涂一榛，鎮海衛人，仲吉父也。萬歷甲辰進士，由金壇令擢吏曹，凡貪墨吏一筆勾罷，同官曰：「母乃太刻乎？」一榛曰：「一家哭何如一路哭。」正謂此也。初令金壇時為東林書院主，故時論詆訶東林，亦及一榛；一榛居銓曹，群小已仄目，會有傾之者，指為道學黨人，一榛復上三疏辯，直剖宣城，指蹤諸奸狀，讀其疏者咸危顫，而疏留竟留中不發。又素善趙南星，南星秉銓曹，一榛為所起，總憲王永光欲去南臺儀曹諸正人，一榛持不可，永光亦憾之。時已遷大理丞轉通政，而南星屢以破格為宵小所摭摭，一榛遂決意引病歸；不一年緹騎逮周起元，鄉里嗷嗷乞緹帥寬貸，一榛謂諸子曰：「吾即不測，便從汨羅。」母嘈嘈為然，竟鬱抑以卒，年六十，鄉人祀之鄉賢。